# Bourneville (Ohio)
Bourneville es un lugar designado por el censo ubicado en el condado de Ross en el estado estadounidense de Ohio. En el Censo de 2010 tenía una población de 199 habitantes y una densidad poblacional de 152,75 personas por km².

## Geografía
Bourneville se encuentra ubicado en las coordenadas 39°16′58″N 83°9′35″O / 39.28278, -83.15972. Según la Oficina del Censo de los Estados Unidos, Bourneville tiene una superficie total de 1.3 km², de la cual 1.3 km² corresponden a tierra firme y (0%) 0 km² es agua.

## Demografía
Según el censo de 2010, había 199 personas residiendo en Bourneville. La densidad de población era de 152,75 hab./km². De los 199 habitantes, Bourneville estaba compuesto por el 98.49% blancos, el 0% eran afroamericanos, el 0.5% eran amerindios, el 0% eran asiáticos, el 0% eran isleños del Pacífico, el 0% eran de otras razas y el 1.01% pertenecían a dos o más razas. Del total de la población el 0.5% eran hispanos o latinos de cualquier raza.